# Паунсби, Соулан
Со́улан Джеймс Па́унсби (англ. Soulan James Pownceby, урождённый Рикиха́на англ. Rikihana; род. 4 мая 1975, Крайстчерч) — новозеландский боксёр, представитель полутяжёлой весовой категории.
Выступал за сборную Новой Зеландии по боксу в середине 2000-х годов, четырёхкратный чемпион национального первенства, трёхкратный чемпион Океании, бронзовый призёр чемпионата Содружества, участник летних Олимпийских игр в Афинах.
В период 2007—2012 годов боксировал на профессиональном уровне. Владел титулами чемпиона азиатско-тихоокеанского региона по версии Всемирной боксёрской организации (WBO), чемпиона мира по версии Всемирного боксёрского фонда (WBF), чемпиона Новозеландской национальной боксёрской федерации.

## Биография
Соулан Рикихана родился 4 мая 1975 года в городе Крайстчерче региона Кентербери. Его детство было довольно трудным: своего отца, военнослужащего ВМФ США, он никогда не видел; когда ему было пятнадцать лет, его сестру убили, а в восемнадцать лет он лишился матери, умершей от рака.
19 октября 1994 года непреднамеренно убил свою пятимесячную дочь Джанетт Рикихану. На допросе в полиции он сказал, что уронил дочь в душе, и произошедшее было несчастным случаем, однако судебно-медицинская экспертиза установила множественные ушибы на голове, в том числе проломленный череп, и обильное внутренне кровотечение. Также вскрытие выявило у младенца трещины в шести рёбрах, полученные как минимум за две недели до наступления смерти в результате механического повреждения грудной клетки, и сильное истощение, вызванное недостаточным питанием. Прокурор обвинил его в преднамеренном убийстве и требовал самого сурового наказания, но жюри присяжных не согласилось с этим обвинением — в итоге Рикихана был признан виновным лишь в причинении смерти по неосторожности и приговорён к лишению свободы сроком на четыре года.
Отбыл весь срок наказания и в 1998 году освободился из тюрьмы, однако в последующие два года вновь имел проблемы с законом, четыре раза обвинялся в нападении с применением насилия, в том числе в одном нападении на женщину. Впоследствии принял католическое христианство, а в 2004 году заявил, что «хотя прошлое и не исправить, сейчас он пытается быть настолько хорошим человеком, насколько только может».

### Любительская карьера
Успех в боксе пришёл к Соулану Рикихане-Паунсби сравнительно поздно, когда в возрасте 26 лет в 2001 году он в средней весовой категории одержал победу на чемпионате Новой Зеландии. В следующем сезоне повторил это достижение и выиграл бронзовую медаль на чемпионате Океании. Год спустя поднялся в полутяжёлый вес и на очередном чемпионате Океании одолел всех своих соперников по турнирной сетке, завоевав тем самым золотую медаль. Побывал на чемпионате мира в Бангкоке, где на стадии 1/16 финала проиграл кубинцу Йохансену Мартинесу. Обозреватели телеканала TVNZ назвали его одним из самых талантливых боксёров Новой Зеландии, сравнив с выдающимся Дэвидом Туа.
В 2004 году вновь стал чемпионом Океании и благодаря череде удачных выступлений удостоился права защищать честь страны на летних Олимпийских играх в Афинах — оказался единственным новозеландским боксёром на этих Играх. Тем менее, большого успеха здесь не добился, проиграв в категории до 81 кг первый же бой на предварительном этапе.
После афинской Олимпиады Паунсби остался в основном составе новозеландской национальной сборной и продолжил принимать участие в крупнейших международных турнирах. Так, в 2005 году он стал чемпионом Новой Зеландии, в третий раз подряд выиграл чемпионат Океании и отправился на чемпионат Содружества в Глазго, откуда привёз награду бронзового достоинства — на стадии полуфиналов потерпел поражение от представителя Барбадоса Шона Кокса.
В 2006 году защитил звание чемпиона Новой Зеландии, тогда как на Играх Содружества в Мельбурне уже в стартовом поединке был остановлен канадцем Гленном Хантером.

### Профессиональная карьера
В августе 2007 года Паунсби успешно дебютировал на профессиональном уровне, отправив своего соперника в нокаут в первом же раунде, при этом он пообещал, что весь гонорар за этот бой пожертвует фонду по борьбе с раком. В течение трёх лет одержал двенадцать побед подряд, не потерпев при этом ни одного поражения, в том числе стал чемпионом Новозеландской национальной боксёрской федерации и завоевал вакантный титул чемпиона азиатско-тихоокеанского региона в полутяжёлом весе по версии Всемирной боксёрской организации (WBO).
В октябре 2009 года вышел на ринг против известного новозеландского кикбоксера Шейна Чапмена, в этом поединке была зафиксирована техническая ничья из-за непреднамеренного столкновения головами в третьем раунде и открывшегося у Чапмена сильного рассечения.
В июне 2010 года в поединке с австралийцем Джоэлом Кейси дополнительно завоевал титул чемпиона мира по версии Всемирного боксёрского фонда (WBF). Затем одержал несколько рейтинговых побед, защитил свой чемпионский пояс WBO Asia Pacific, занял пятое место в рейтинге боксёров Новой Зеландии вне весовых категорий, поднялся на девятую строку мирового рейтинга WBO полутяжёлого веса.
Во время четвёртой защиты титула WBO Asia Pacific в июне 2012 года Паунсби досрочно победил довольно сильного соотечественника Дэниела Маккиннона и за счёт этой победы вышел на первое место рейтинга WBO, получив статус официального претендента на титул чемпиона мира. Однако оспорить мировой титул ему так и не довелось, поскольку из-за своей прошлой судимости он не мог никуда выехать из страны. Позже из-за серьёзной травмы шеи ему и вовсе пришлось завершить спортивную карьеру, так и оставшись непобеждённым.